# Haemaphysalis semermis
Espèce
Haemaphysalis semermis est une espèce de tiques de la famille des Ixodidae.

## Répartition
Cette tique se rencontre en Asie du Sud-Est (Kalimantan, Malaisie, Sumatra et Thaïlande).

## Description
L'holotype d’Haemaphysalis semermis, un mâle au corps ovale, mesure 2,8 mm (rostre non compris) et est large de 2 mm. Le rostre mesure 0,6 mm.
Les adultes parasitent les grands animaux sauvages asiatiques, tel la Panthère nébuleuse mais également les chiens, tandis que les immatures sont plutôt présentes sur les petits mammifères et notamment les rats.

## Classification
Le nom valide complet (avec auteur) de ce taxon est Haemaphysalis semermis Neumann, 1901,.
Haemaphysalis semermis a pour synonyme :
- Haemaphysalis semermis Hoogstraal & Kim, 1985

### Publication originale
- Georges Neumann, « Révision de la famille des Ixodidés », Mémoires de la Société zoologique de France, Paris, vol. 14,‎ 1901, p. 249-372 (ISSN 0750-747X, lire en ligne, consulté le 23 août 2024).